# وارنیای
وارنیای (به لاتین: Varniai) در لیتوانی با جمعیت ۱٬۳۱۰ نفر است که در samogitia واقع شده‌است.